# Kustrzebka nibyfioletowawa
Kustrzebka nibyfioletowawa(Peziza pseudoviolacea Donadini) – gatunek grzybów z rodziny kustrzebkowatych (Pezizaceae).

## Systematyka i nazewnictwo
Pozycja w klasyfikacji według Index Fungorum: Peziza, Pezizaceae, Pezizales, Pezizomycetidae, Pezizomycetes, Pezizomycotina, Ascomycota, Fungi.
Po raz pierwszy opisał go w 1978 r. Jean-Claud Donadini we Francji.
Polska nazwa według internetowego atlasu grzybów.

## Morfologia
Askokarp typu apotecjum, miseczkowaty. Powierzchnia wewnętrzna (hymenialna) bladoszarofioletowa lub fioletowa do brązowofioletowej. Wstawki na końcu zagięte z brązowo-fioletowymi kropelkami. Askospory 13–15(16) x (6)7–9 µm z dwoma gutulami.

## Zasięg występowania i siedlisko
Znane jest występowanie Peziza pseudoviolacea tylko w Europie. W Polsce po razpierwszy podano stanowiska tego gatunku w 2020 r. Aktualne stanowiska podaje także internetowy atlas grzybów. Znajduje się w nim na liście gatunków zagrożonych i wartych objęcia ochroną.
Grzyb saprotroficzny, w Polsce notowany na pogorzelisku. Grzyb wypaleniskowy, zwykle występujący na wypaleniskach.